# Каркали
Каркали́ — село в Лениногорском районе Республики Татарстан. Административный центр Каркалинского сельского поселения.

## География
Расположено на реке Лесная Шешма, в 27 км к юго-западу от города Лениногорска.
Село расположено на территории государственного природного комплексного заказника регионального значения «Степной».

## История
Село упоминается в первоисточниках с 1748 года. 
До 1860-х годов жители относились к сословию государственных крестьян. Их основные занятия в этот период – земледелие и скотоводство.
В «Списке населенных мест по сведениям 1859 года», изданном в 1864 году, населённый пункт упомянут как казённая деревня Каркаля 3-го стана Бугульминского уезда Самарской губернии. Располагалась при реке Шегушле, по правую сторону большой дороги из Бугульмы на Сергиевские минеральные воды, в 40 верстах от уездного города Бугульмы и в 20 верстах от становой квартиры в казённой деревне Балахоновке. В деревне в 99 дворах жили 685 человек (336 мужчин и 349 женщин). Была мечеть.
По сведениям 1889 года, в селе была мечеть; по понедельникам проводился базар.
В начале XX века здесь действовали 3 мечети, 3 водяные мельницы, 2 ярмарки. В этот период земельный надел сельской общины составлял 4242 десятин.
В 1911 году была открыта земская школа, в 1917 - построена четвертая мечеть.
До 1920 года село входило в Спиридоновскую волость Бугульминского уезда Самарской губернии. C 1920 года в составе Бугульминского кантона ТАССР. С 10 августа 1930 года в Шугуровском, с 15 октября 1959 года в Лениногорском районах.
В 1930 году в селе был организован первый колхоз. С 2010 года в составе общества с ограниченной ответственностью «Агрофирма «Лениногорская».

## Население
| 1859 | 1889 | 1908 | 1920 | 1926 | 1938 | 1949 | 1958 | 1970 | 1979 | 1989 | 2002 | 2010 | 2017 |
| ---- | ---- | ---- | ---- | ---- | ---- | ---- | ---- | ---- | ---- | ---- | ---- | ---- | ---- |
| 685  | 1621 | 2256 | 2362 | 1761 | 1407 | 1335 | 1247 | 1254 | 1042 | 919  | 844  | 854  | 796  |

Национальный состав села - татары.

## Экономика
На территории поселения расположены общество с ограниченной ответственностью «Каркалинский карьер» (добыча камня для памятников и строительства) и комбикормовый завод.
Жители села занимаются полеводством, мясо-молочным скотоводством, работают в карьере и на заводе.

## Инфраструктура
В селе действуют неполная средняя школа, детский сад (с 1986 г.), дом культуры, библиотека, фельдшерско-акушерский пункт.

## Религия
Мечети «Локман» (с 1990 г.) и «Равиль» (с 1996 г.).

## Известные уроженцы
- Р. М. Валеев (р. 1955) – историк, востоковед, доктор исторических наук, профессор, директор Института Татарской энциклопедии АН РТ (в 2010–2015 гг.), главный редактор редакции «Книга Памяти» (с 2015 г.)